# Regeringen Gerhardsen III
Regeringen Gerhardsen III var en norsk regering som tillträdde 22 januari 1955 och avgick 28 augusti 1963. Regeringen avgick på grund gruvolyckan i gruvan ägd av Kings Bay AS vid Kongsfjorden på Svalbard efter en misstroendeomröstning. Statsminister var  Einar Gerhardsen och utrikesminister Halvard Lange och Arne Skaug.